# Axel Wenner-Gren
Axel Lennart Wenner-Gren, né le 5 juin 1881 à Uddevalla et mort le 24 novembre 1961 à Stockholm, est un homme d'affaires suédois. Dans les années 1930, il est l'un des hommes les plus riches de la planète, fortune composée en partie de la société qu'il détient : Electrolux. Il fonde en 1953 la société Alweg.

## Biographie

### Famille et débuts
Les origines à Uddevalla de la famille Wenner-Gren, considérée patricienne, remontent au XVIIe. Ses ancêtres sont exploitants agricoles. Son grand-père Jeremias avait été élu maire de la ville en 1815. Son père Leonard a développé les activités familiales en une société d'export de bois vers la Grande-Bretagne, qu'il vend en 1875 après avoir amassé une petite fortune.
Axel Wenner-Gren complète ses études à 15 ans. Il travaille ensuite 5 ans dans la négoce d'épices de son oncle Eric Tunnell à Göteborg. Le soir, il prend des cours de langue à la Berlitz locale. En 1902, il reprend ses études à l'université de Greifswald, puis à la Handelsakademie de Berlin.
En 1909, il rencontre l'Américaine Marguerite Gauntier Liggett, une jeune chanteuse d'opéra avec qui il se marie en secret le 4 décembre 1909 à Londres.

### Carrière dans les affaires
En 1904, avec l'appui financier de son père, il lance une société de machines agricoles qui finit par déposer le bilan. Il rejoint ensuite la filiale allemande d'Alfa Laval, où il développe son génie de la vente.
Début 1908, il voyage aux États-Unis, où il travaille pour une petite société suédoise qui fabrique des moteurs pour le secteur agricole, et où il développe une passion pour les engins motorisés et l'aviation en particulier. De retour à Vienne fin 1908, il découvre une boutique, propriété de Gustaf Paalen, qui vend des aspirateurs de la marque américaine Santo, et qui détient l'exclusivité des droits de distribution en Europe. Il voit immédiatement le potentiel de ce produit, devient partenaire à 20 % de la société, et assume le rôle de directeur exécutif de la société d'aspirateurs. L'affaire dure quelques années, puis les deux partenaires se séparent, Axel Wenner-Gren revendant ses parts à Paalen.
En 1919, Alex Wenner-Gren crée la société Electrolux. La société résulte de la fusion d'Elektromekaniska (production d'aspirateurs sur le modèle des produits concurrents Santo) et de AB Lux. Dès 1921, Electrolux est implantée aux États-Unis. En parallèle, Electrolux devient un groupe global en Europe et en Amérique du Sud. Au succès de l'aspirateur Electrolux s'ajoute celui du réfrigérateur, invention suédoise dans laquelle Alex Wenner-Gren a largement investi. Aux États-Unis, ces réfrigérateurs sont fabriqués par Servel Inc, qu'Axel Wenner-Gren finit par racheter. Fort de la richesse de son groupe, il investit alors dans les sociétés Bofors (armement), Svenska Cellulosa (produits d'hygiène) et Saab (constructeur aéronautique).
À partir de 1924, il documente assidûment sa vie quotidienne dans un journal intime.
Dans les années 1930, sa fortune personnelle est estimée à 1 milliard de dollars. Son yacht, le Southern Cross, est alors le plus grand du monde. Il rachète et développe la Paradise Island dans les Bahamas, et reprend le château de Häringe en Suède.

### Carrière politique
En mars 1936, il passe un weekend à la Maison-Blanche avec son épouse sur invitation du président Roosevelt. En 1937, il publie le manifesto A Call to Reason, un appel contre les régimes autoritaires. En 1938, il rencontre les dirigeants de plusieurs pays sud-américains avec qui il échange sur la possibilité de faire fuir des familles juives dans leurs pays, ainsi que de vente d'armes. Cette influence politico-militaire dans la zone sud-américaine est vue d'un mauvais œil par les autorités américaines, qui savent que l'homme d'affaires suédois marchande aussi avec le régime nazi (en 1939, il joue l'intermédiaire entre Göring et Chamberlain).
En 1942, le nom d'Axel Wenner-Gren est ajouté à la liste des persona non grata dressée par les autorités américaines. Il est alors au Mexique et ne pourra quitter le pays qu'en 1946 à la levée de la sanction américaine à son encontre.
Sa dernière apparition publique remonte à septembre 1961 lorsqu'il se présente aux funérailles du diplomate suédois Dag Hammarskjöld. Quelques jours plus tard, il est diagnostiqué avec un cancer de l'estomac qui l'emporte le 24 novembre 1961. Avant de mourir, il a vendu ses affaires les plus juteuses comme Electrolux et Teléfonos de México.

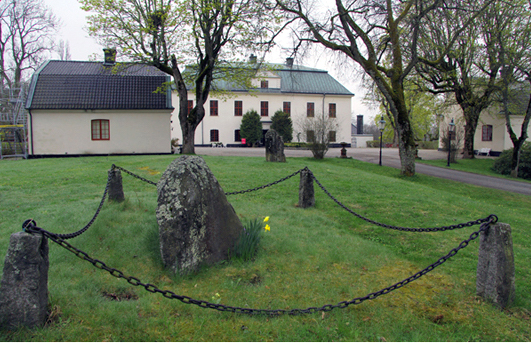
Tombe d'Axel Wenner-Gren.

Il est enterré au château de Häringe, sur la gauche dans l'allée qui mène au château, sous une grosse pierre gravée d'un bateau viking et des noms d'Axel Wenner-Gren et de Marguerite Liggett, morte en 1973, impotente, au Mexique. Enterrée aussi, l'urne de sa belle sœur Gene Gauntier, une des premières stars du cinéma muet, morte en 1966 à Cuernavaca (Mexique). Urne conservée par son épouse.

## Fondation Wenner-Gren
En 1945, il rachète un immeuble dans le Upper East Side à New York, qui sera le siège de la fondation Wenner-Gren jusqu'en 1979. Il rachète également le Château de Wartenstein en Autriche pour en faire le siège européen de la fondation de 1958 à 1980.

## Allégations
Plusieurs allégations historiques entourent la personnalité d'Axel Wenner-Gren : il aurait partagé le même amour que John Fitzgerald Kennedy deux décennies avant son accession à la présidence américaine, il aurait vendu le Granma à Fidel Castro, et il aurait caché l'or nazi quelque part en Amérique du Sud.

## Décorations
- 1961 :  Commandeur grand-croix de l'ordre de Vasa[1]

## Publications
- A Call to Reason, 1937.